# O Movimento (Islândia)
O Movimento (em islandês: Hreyfingin) foi um movimento político da Islândia representado no Alþingi (o Parlamento Islandês) por três dos seus membros. Todos  eram antigos parlamentares do Movimento Cívico.
- Þór Saari, professor, economista
- Margrét Tryggvadottir, editora
- Birgitta Jónsdóttir, poeta, editora e artista

O Movimento Cívico tinha, originalmente, quatro membros do parlamento, mas os quatro são agora independentes. O último deles, Þráinn Bertelsson, deixou o partido, em  2009. Em 18 de março de 2012,  O Movimento fundiu-se com o Movimento Cívico e com o Partido Liberal, formando um novo partido político, o Aurora.